# Grand Prix Holandii 2022
Grand Prix Holandii 2022, oficjalnie Formula 1 Heineken Dutch Grand Prix 2022 – piętnasta runda Mistrzostw Świata Formuły 1 w sezonie 2022. Grand Prix odbyło się w dniach 2–4 września 2022 na torze Circuit Zandvoort w Zandvoort. Wyścig wygrał po starcie z pole position Max Verstappen (Red Bull), a na podium kolejno stanęli George Russell (Mercedes) oraz Charles Leclerc (Ferrari).

## Lista startowa
| Nr          | Kierowca         | Zespół                                         | Samochód                          | Silnik                      | Opony |
| ----------- | ---------------- | ---------------------------------------------- | --------------------------------- | --------------------------- | ----- |
| 1           | Max Verstappen   | Oracle Red Bull Racing                         | Red Bull RB18                     | Red Bull RBPTH001 1,6 V6T   | P     |
| 3           | Daniel Ricciardo | McLaren F1 Team                                | McLaren MCL36                     | Mercedes-AMG F1 M13 1,6 V6T | P     |
| 4           | Lando Norris     | McLaren F1 Team                                | McLaren MCL36                     | Mercedes-AMG F1 M13 1,6 V6T | P     |
| 5           | Sebastian Vettel | Aston Martin Aramco Cognizant Formula One Team | Aston Martin AMR22                | Mercedes-AMG F1 M13 1,6 V6T | P     |
| 6           | Nicholas Latifi  | Williams Racing                                | Williams FW44                     | Mercedes-AMG F1 M13 1,6 V6T | P     |
| 10          | Pierre Gasly     | Scuderia AlphaTauri                            | AlphaTauri AT03                   | Red Bull RBPTH001 1,6 V6T   | P     |
| 11          | Sergio Pérez     | Oracle Red Bull Racing                         | Red Bull RB18                     | Red Bull RBPTH001 1,6 V6T   | P     |
| 14          | Fernando Alonso  | BWT Alpine F1 Team                             | Alpine A522                       | Renault E-Tech RE22 1,6 V6T | P     |
| 16          | Charles Leclerc  | Scuderia Ferrari                               | Ferrari F1-75                     | Ferrari 066/7 1,6 V6T       | P     |
| 18          | Lance Stroll     | Aston Martin Aramco Cognizant Formula One Team | Aston Martin AMR22                | Mercedes-AMG F1 M13 1,6 V6T | P     |
| 20          | Kevin Magnussen  | Haas F1 Team                                   | Haas VF-22                        | Ferrari 066/7 1,6 V6T       | P     |
| 22          | Yūki Tsunoda     | Scuderia AlphaTauri                            | AlphaTauri AT03                   | Red Bull RBPTH001 1,6 V6T   | P     |
| 23          | Alexander Albon  | Williams Racing                                | Williams FW44                     | Mercedes-AMG F1 M13 1,6 V6T | P     |
| 24          | Zhou Guanyu      | Alfa Romeo F1 Team ORLEN                       | Alfa Romeo C42                    | Ferrari 066/7 1,6 V6T       | P     |
| 31          | Esteban Ocon     | BWT Alpine F1 Team                             | Alpine A522                       | Renault E-Tech RE22 1,6 V6T | P     |
| 44          | Lewis Hamilton   | Mercedes-AMG Petronas Formula One Team         | Mercedes-AMG F1 W13 E Performance | Mercedes-AMG F1 M13 1,6 V6T | P     |
| 47          | Mick Schumacher  | Haas F1 Team                                   | Haas VF-22                        | Ferrari 066/7 1,6 V6T       | P     |
| 55          | Carlos Sainz Jr. | Scuderia Ferrari                               | Ferrari F1-75                     | Ferrari 066/7 1,6 V6T       | P     |
| 63          | George Russell   | Mercedes-AMG Petronas Formula One Team         | Mercedes-AMG F1 W13 E Performance | Mercedes-AMG F1 M13 1,6 V6T | P     |
| 77          | Valtteri Bottas  | Alfa Romeo F1 Team ORLEN                       | Alfa Romeo C42                    | Ferrari 066/7 1,6 V6T       | P     |
| Źródło: FIA |                  |                                                |                                   |                             |       |

## Wyniki

### Zwycięzcy sesji treningowych
| Sesja       | Nr | Kierowca        | Konstruktor | Czas     | Okr. |
| ----------- | -- | --------------- | ----------- | -------- | ---- |
| 1           | 63 | George Russell  | Mercedes    | 1:12,455 | 29   |
| 2           | 16 | Charles Leclerc | Ferrari     | 1:12,345 | 27   |
| 3           | 16 | Charles Leclerc | Ferrari     | 1:11,632 | 20   |
| Źródło: FIA |    |                 |             |          |      |

### Kwalifikacje
| P                    | Nr | Kierowca         | Konstruktor                  | Czasy w kwalifikacjach | Czasy w kwalifikacjach | Czasy w kwalifikacjach | Poz. s. |
| P                    | Nr | Kierowca         | Konstruktor                  | Q1                     | Q2                     | Q3                     | Poz. s. |
| -------------------- | -- | ---------------- | ---------------------------- | ---------------------- | ---------------------- | ---------------------- | ------- |
| 1                    | 1  | Max Verstappen   | Red Bull Racing-RBPT         | 1:11,317               | 1:10,927               | 1:10,342               | 1       |
| 2                    | 16 | Charles Leclerc  | Ferrari                      | 1:11,443               | 1:10,988               | 1:10,363               | 2       |
| 3                    | 55 | Carlos Sainz Jr. | Ferrari                      | 1:11,767               | 1:10,814               | 1:10,434               | 3       |
| 4                    | 44 | Lewis Hamilton   | Mercedes                     | 1:11,331               | 1:11,075               | 1:10,648               | 4       |
| 5                    | 11 | Sergio Pérez     | Red Bull Racing-RBPT         | 1:11,641               | 1:11,314               | 1:11,077               | 5       |
| 6                    | 63 | George Russell   | Mercedes                     | 1:11,561               | 1:10,824               | 1:11,147               | 6       |
| 7                    | 4  | Lando Norris     | McLaren-Mercedes             | 1:11,556               | 1:11,116               | 1:11,174               | 7       |
| 8                    | 47 | Mick Schumacher  | Haas-Ferrari                 | 1:11,741               | 1:11,420               | 1:11,442               | 8       |
| 9                    | 22 | Yūki Tsunoda     | AlphaTauri-RBPT              | 1:11,427               | 1:11,428               | 1:12,556               | 9       |
| 10                   | 18 | Lance Stroll     | Aston Martin Aramco-Mercedes | 1:11,568               | 1:11,416               | —                      | 10      |
| 11                   | 10 | Pierre Gasly     | AlphaTauri-RBPT              | 1:11,705               | 1:11,512               |                        | 11      |
| 12                   | 31 | Esteban Ocon     | Alpine-Renault               | 1:11,748               | 1:11,605               |                        | 12      |
| 13                   | 14 | Fernando Alonso  | Alpine-Renault               | 1:11,667               | 1:11,613               |                        | 13      |
| 14                   | 24 | Zhou Guanyu      | Alfa Romeo-Ferrari           | 1:11,826               | 1:11,704               |                        | 14      |
| 15                   | 23 | Alexander Albon  | Williams-Mercedes            | 1:11,695               | 1:11,802               |                        | 15      |
| 16                   | 77 | Valtteri Bottas  | Alfa Romeo-Ferrari           | 1:11,961               |                        |                        | 16      |
| 17                   | 3  | Daniel Ricciardo | McLaren-Mercedes             | 1:12,081               |                        |                        | 17      |
| 18                   | 20 | Kevin Magnussen  | Haas-Ferrari                 | 1:12,319               |                        |                        | 18      |
| 19                   | 5  | Sebastian Vettel | Aston Martin Aramco-Mercedes | 1:12,391               |                        |                        | 19      |
| 20                   | 6  | Nicholas Latifi  | Williams-Mercedes            | 1:13,353               |                        |                        | 20      |
| 107% czasu: 1:16,309 |    |                  |                              |                        |                        |                        |         |
| Źródło: FIA          |    |                  |                              |                        |                        |                        |         |

### Wyścig
| P           | Nr | Kierowca         | Konstruktor                  | Okr. | Czas                     | Start | +/–       | Punkty |
| ----------- | -- | ---------------- | ---------------------------- | ---- | ------------------------ | ----- | --------- | ------ |
| 1           | 1  | Max Verstappen   | Red Bull Racing-RBPT         | 72   | 1:36:42,773              | 1     | Bez zmian | 25+1   |
| 2           | 63 | George Russell   | Mercedes                     | 72   | +4,071                   | 6     | 4         | 18     |
| 3           | 16 | Charles Leclerc  | Ferrari                      | 72   | +10,929                  | 2     | 1         | 15     |
| 4           | 44 | Lewis Hamilton   | Mercedes                     | 72   | +13,016                  | 4     | Bez zmian | 12     |
| 5           | 11 | Sergio Pérez     | Red Bull Racing-RBPT         | 72   | +18,168                  | 5     | Bez zmian | 10     |
| 6           | 14 | Fernando Alonso  | Alpine-Renault               | 72   | +18,754                  | 13    | 7         | 8      |
| 7           | 4  | Lando Norris     | McLaren-Mercedes             | 72   | +19,306                  | 7     | Bez zmian | 6      |
| 8           | 55 | Carlos Sainz Jr. | Ferrari                      | 72   | +20,916                  | 3     | 5         | 4      |
| 9           | 31 | Esteban Ocon     | Alpine-Renault               | 72   | +21,117                  | 12    | 3         | 2      |
| 10          | 18 | Lance Stroll     | Aston Martin Aramco-Mercedes | 72   | +22,459                  | 10    | Bez zmian | 1      |
| 11          | 10 | Pierre Gasly     | AlphaTauri-RBPT              | 72   | +27,009                  | 11    | Bez zmian |        |
| 12          | 23 | Alexander Albon  | Williams-Mercedes            | 72   | +30,390                  | 15    | 3         |        |
| 13          | 47 | Mick Schumacher  | Haas-Ferrari                 | 72   | +32,995                  | 8     | 5         |        |
| 14          | 5  | Sebastian Vettel | Aston Martin Aramco-Mercedes | 72   | +36,007                  | 19    | 5         |        |
| 15          | 20 | Kevin Magnussen  | Haas-Ferrari                 | 72   | +36,869                  | 18    | 3         |        |
| 16          | 24 | Zhou Guanyu      | Alfa Romeo-Ferrari           | 72   | +37,320                  | 14    | 2         |        |
| 17          | 3  | Daniel Ricciardo | McLaren-Mercedes             | 72   | +37,764                  | 17    | Bez zmian |        |
| 18          | 6  | Nicholas Latifi  | Williams-Mercedes            | 71   | +1 okrążenie             | 20    | 2         |        |
| NS          | 77 | Valtteri Bottas  | Alfa Romeo-Ferrari           | 53   | NU (silnik)              | 16    |           |        |
| NS          | 22 | Yūki Tsunoda     | AlphaTauri-RBPT              | 43   | NU (mechanizm różnicowy) | 9     |           |        |
| Źródło: FIA |    |                  |                              |      |                          |       |           |        |

Uwagi
1. ↑  Dodatkowy 1 punkt jest przyznawany kierowcy, który ustanowił najszybsze okrążenie w wyścigu, pod warunkiem, że ukończył wyścig w pierwszej 10.
2. ↑  Carlos Sainz Jr. ukończył wyścig na piątym miejscu, ale otrzymał karę 5 sekund doliczonych do uzyskanego czasu za niebezpieczne wypuszczenie go z alei serwisowej[8].
3. ↑  Sebastian Vettel ukończył wyścig na trzynastym miejscu, ale otrzymał karę 5 sekund doliczonych do uzyskanego czasu za ignorowanie niebieskich flag[9].

### Najszybsze okrążenie
| Nr          | Kierowca       | Konstruktor | Czas     | Okr. |
| ----------- | -------------- | ----------- | -------- | ---- |
| 1           | Max Verstappen | Red Bull    | 1:13,652 | 62   |
| Źródło: FIA |                |             |          |      |

### Prowadzenie w wyścigu
| Nr                              | Kierowca       | Konstruktor | Okrążenia          | Suma |
| ------------------------------- | -------------- | ----------- | ------------------ | ---- |
| 1                               | Max Verstappen | Red Bull    | 1–18, 29–56, 61–72 | 58   |
| 44                              | Lewis Hamilton | Mercedes    | 19–28, 57–60       | 14   |
| \| Wykres \| \| ------ \| \| \| |                |             |                    |      |
| Źródło: FIA                     |                |             |                    |      |
| Wykres                          |                |             |                    |      |
|                                 |                |             |                    |      |

## Klasyfikacja po wyścigu

### Kierowcy
Źródło: FIA
| P  | +/− | Kierowca         | Starty | Punkty | P1 | P2 | P3 | PP | NO | NS |
| -- | --- | ---------------- | ------ | ------ | -- | -- | -- | -- | -- | -- |
| 1  | 0   | Max Verstappen   | 15     | 310    | 10 | 1  | 1  | 4  | 5  | 1  |
| 2  | +1  | Charles Leclerc  | 15     | 201    | 3  | 2  | 1  | 7  | 3  | 3  |
| 3  | −1  | Sergio Pérez     | 15     | 201    | 1  | 6  | –  | 1  | 2  | 2  |
| 4  | +1  | George Russell   | 15     | 188    | –  | 1  | 5  | 1  | –  | 1  |
| 5  | −1  | Carlos Sainz Jr. | 15     | 175    | 1  | 3  | 3  | 2  | 2  | 4  |
| 6  | 0   | Lewis Hamilton   | 15     | 158    | –  | 2  | 4  | –  | 2  | 1  |
| 7  | 0   | Lando Norris     | 15     | 82     | –  | –  | 1  | –  | 1  | 1  |
| 8  | 0   | Esteban Ocon     | 15     | 66     | –  | –  | –  | –  | –  | 1  |
| 9  | +1  | Fernando Alonso  | 15     | 59     | –  | –  | –  | –  | –  | 2  |
| 10 | −1  | Valtteri Bottas  | 15     | 46     | –  | –  | –  | –  | –  | 4  |
| 11 | 0   | Kevin Magnussen  | 15     | 22     | –  | –  | –  | –  | –  | 3  |
| 12 | 0   | Sebastian Vettel | 13     | 20     | –  | –  | –  | –  | –  | 1  |
| 13 | 0   | Daniel Ricciardo | 15     | 19     | –  | –  | –  | –  | –  | 1  |
| 14 | 0   | Pierre Gasly     | 15     | 18     | –  | –  | –  | –  | –  | 3  |
| 15 | 0   | Mick Schumacher  | 15     | 12     | –  | –  | –  | –  | –  | 3  |
| 16 | 0   | Yūki Tsunoda     | 15     | 11     | –  | –  | –  | –  | –  | 4  |
| 17 | 0   | Zhou Guanyu      | 15     | 5      | –  | –  | –  | –  | –  | 4  |
| 18 | +1  | Lance Stroll     | 15     | 5      | –  | –  | –  | –  | –  | –  |
| 19 | −1  | Alexander Albon  | 15     | 4      | –  | –  | –  | –  | –  | 1  |
| 20 | 0   | Nicholas Latifi  | 15     | 0      | –  | –  | –  | –  | –  | 4  |
| 21 | 0   | Nico Hülkenberg  | 2      | 0      | –  | –  | –  | –  | –  | –  |
| P  | +/− | Kierowca         | Starty | Punkty | P1 | P2 | P3 | PP | NO | NS |

### Konstruktorzy
Źródło: FIA
| P  | +/− | Konstruktor                  | Starty | Punkty | P1 | P2 | P3 | PP | NO | NS |
| -- | --- | ---------------------------- | ------ | ------ | -- | -- | -- | -- | -- | -- |
| 1  | 0   | Red Bull Racing-RBPT         | 30     | 511    | 11 | 7  | 1  | 6  | 7  | 3  |
| 2  | 0   | Ferrari                      | 30     | 376    | 4  | 5  | 4  | 8  | 5  | 7  |
| 3  | 0   | Mercedes                     | 30     | 346    | –  | 3  | 9  | 1  | 2  | 2  |
| 4  | 0   | Alpine-Renault               | 30     | 125    | –  | –  | –  | –  | –  | 3  |
| 5  | 0   | McLaren-Mercedes             | 30     | 101    | –  | –  | 1  | –  | 1  | 2  |
| 6  | 0   | Alfa Romeo Racing-Ferrari    | 30     | 51     | –  | –  | –  | –  | –  | 8  |
| 7  | 0   | Haas-Ferrari                 | 30     | 34     | –  | –  | –  | –  | –  | 6  |
| 8  | 0   | Scuderia AlphaTauri-RBPT     | 30     | 29     | –  | –  | –  | –  | –  | 7  |
| 9  | 0   | Aston Martin Aramco-Mercedes | 30     | 25     | –  | –  | –  | –  | –  | 1  |
| 10 | 0   | Williams-Mercedes            | 30     | 4      | –  | –  | –  | –  | –  | 5  |
| P  | +/− | Konstruktor                  | Starty | Punkty | P1 | P2 | P3 | PP | NO | NS |